# Дом Черепановых
Историко-технический музей «Дом Черепа́новых» — филиал Нижнетагильского музея-заповедника «Горнозаводской Урал». Расположен в городе Нижний Тагил Свердловской области, (Россия) на берегу Выйского пруда, ВМЗ.

## От жилого дома к музею
Историко-технический музей «Дом Черепановых» — филиал Нижнетагильского музея-заповедника «Горнозаводской Урал» — впервые открыл свои двери для посетителей 12 августа 2004 года. Новый музей разместился в двухэтажном каменном особняке XIX века, выстроенном по проекту А. П. Чеботарёва. Дом ранее принадлежал одному из создателей первого русского паровоза Мирону Черепанову. Семья тагильского мастера проживала в нём до 1867 года, после чего дом был приобретён Заводоуправлением Выйского медеплавильного завода под служебные квартиры для своих управляющих. В разные годы здесь проживали управляющие Выйского завода — Осип Залесский, ставший впоследствии профессором Московского технологического института, и Леонид Челышев с семьями. После Октябрьской революции в доме размещались различные советские конторы, а в конце 1940-х годов его хозяевами становятся воспитанники детского приёмника-распределителя УВД. В 1960 году «Дому Черепановых» был присвоен статус памятника архитектуры первой половины XIX века, здание стало охраняться государством. В 1984 году дом перешёл в собственность Нижнетагильского музея-заповедника, начинается его изучение и реставрация.
В восстановлении «Дома Черепановых», которое продлилось 20 лет (на длительность работ повлиял экономический кризис 1990-х годов) принял участие весь город. Музей создавался «всем миром» — методом народной стройки. В его реставрации, обустройстве территории, построении экспозиции кроме музейных работников приняли участие многочисленные организации, учреждения, объединения, частные предприниматели. Руководящие функции по созданию музея взяли на себя городские власти. Большую роль в ремонтных работах и предоставлении части экспонатов сыграла Свердловская железная дорога. Творческую группу, которая была создана для разработки концепции музея и создания музейной экспозиции, возглавила Людмила Павловна Малеева, заслуженный работник культуры Российской Федерации. В 2005 году эта творческая группа в составе Л. П. Малеевой, Т. Д. Скрябиной, М. А. Бойковой, Е. Г. Сметаниной и Е. М. Ставцева была удостоена музейной премии имени О. Е. Клера (за лучшую экспозицию 2004 года).
В дни празднования 170-летия первого русского паровоза, в августе 2004 года, «Дом Черепановых» открыл свои двери для первых посетителей.

## Экспозиция и её раритеты
Музей находится в живописном месте, на территории старинной усадьбы в окружении лип и клёнов, на берегу Выйского пруда, недалеко от старинной заводской плотины, с момента строительства которой (1722 год) отсчитывается история Нижнего Тагила. Именно здесь, на Выйском заводе, работали механики Черепановы, создавали свои паровые двигатели и заводские механизмы; именно здесь прошли испытания первого российского паровоза.
Основная и главная часть экспозиции музея посвящена крепостным тагильским мастерам и изобретателям, внёсшим большой вклад в развитие русской технической мысли во второй половине XVIII — первой половине XIX века. Деятельность уральских мастеров показана через этапы развития горнозаводской техники этого периода — перехода от водяных турбин, используемых на старых заводах, к паровым машинам. Центральной линией в этом процессе проходит техническое творчество и новаторство механиков Ефима и Мирона Черепановых, активно боровшихся за внедрение паровых двигателей в различных отраслях горнозаводского производства. Вершиной их деятельности на демидовских заводах стало создание первого в России паровоза.
Черепановым и талантливым мастерам и инженерам их круга — предшественникам, современникам и последователям — в музее посвящены тематические комплексы, которые раскрываются представленными здесь уникальными экспонатами. Некоторые из этих экспонатов являются памятниками отечественной техники.
К таковым можно отнести «Астрономические часы» выдающегося тагильского изобретателя XVIII века Егора Григорьевича Кузнецова-Жепинского (1725—1805). Эти часы были закончены мастером в 1775 году после двадцатилетней работы, затраченной на их изготовление. По тем функциям, которые часы воспроизводят, можно судить о непревзойдённом мастерстве их создателя, показавшего знания высокого уровня в области механики, автоматики и астрономии. Астрономические часы по сей день не перестают удивлять своим изяществом исполнения и работой различных механизмов. Часы ежедневно отмечали восход и заход солнца, показывали долготу дня и фазы Луны, текущий год и месяц, звуковые механизмы в виде валиков со штифтами производили четвертные сигналы, ежечасный бой и наигрывали шесть различных мелодий. Но, пожалуй, самый интересный механизм этих часов — театральный — позволяющий увидеть работу действующей модели кричной мастерской (заводской кузницы), в которой приводились в движение молот, бьющий по наковальне, мехи, закачивающие воздух в печь, и фигурка кузнеца, двигающаяся от печи к наковальне. Астрономические часы Егора Кузнецова-Жепинского до сих пор действуют.
Не меньший интерес представляет ещё один экспонат «Дома Черепановых» — легендарный «велосипед Артамонова». Кованый железный двухколёсный педальный велосипед, изготовленный в 1800 году крепостным мастером Ефимом Артамоновым, долгое время считался первым в мире. Однако ни одного исторического документа, подтверждающего факт этого изобретения, дату его изготовления и имя мастера, до сих пор не найдено. Анализ металла, из которого сделан «Артамоновский велосипед», взятый на экспертизу в 1980-е годы, определил время изготовления этого экспоната — 1870-е годы. Велосипед, хранящийся в экспозиции музея, возможно является копией «артамоновского», но даже этой копии уже более 140 лет.
История горнозаводской техники в экспозиции музея «Дом Черепановых» представлена разнообразными стационарными и действующими моделями и макетами, через которые раскрывается творческая деятельность уральских мастеров XVIII—XIX веков: Ивана Ползунова, Степана Козопасова, Клементия Ушкова, Ефима и Мирона Черепановых.
«Сухопутные пароходы», как раньше называли первые паровозы, стали самыми известными паровыми машинами, изготовленными механиками Черепановыми, проводившими курс на модернизацию горнозаводской техники в первой половине XIX века. В экспозиции музея представлены две модели и один макет «черепановских паровозов». Каждый из них заслуживает отдельного внимания. Самая старая модель, ранее действующая, была изготовлена к 150-летию Мирона Черепанова в 1953 году учащимися Ремесленного училища № 4 города Нижнего Тагила, под руководством Ивана Арсентиевича Треноженко (1927—2014), заслуженного рационализатора и педагога. Эта модель представляет собой второй паровоз Черепановых 1835 года, с прицепными тележками для перевозки грузов. Во время изготовления данной модели люди не подозревали, что это не первый, а второй паровоз Черепановых.
О внешнем виде настоящего первого паровоза стало известно лишь в 1983 году, когда сотрудники Нижнетагильского музея-заповедника Л. П. Малеева и С. А. Клат обнаружили в областном архиве чертёж Аммоса Черепанова (племянника Е. А. Черепанова) с изображением «пароходного дилижанса» 1834 года, который и оказался действительно первым русским паровозом.
Модель первого «черепановского паровоза» по найденному чертежу поручили сделать тагильскому мастеру-моделисту Владимиру Георгиевичу Токареву. В дни празднования 150-летия первого паровоза модель была представлена широкой публике: только тогда люди впервые увидели, как действительно выглядел первенец российского железнодорожного транспорта. Эта модель экспонируется в музее «Дом Черепановых» вместе с копией чертежа Аммоса Черепанова, по которой она была сделана в 1984 году.
И, наконец, макет первого паровоза Черепановых в натуральную величину был изготовлен в 2004 году на ФГУП «Уралвагонзавод» к 170-летию его создания и к открытию историко-технического музея «Дом Черепановых». Макет был установлен на невысоком постаменте у здания музея на территории усадебного парка.
Черепановым, как хозяевам дома, посвящены тематические комплексы, рассказывающие о жизни их семьи, о потомках знаменитых механиков, о судьбе «Дома Черепановых». Здесь представлены их личные вещи, семейные фотографии, документы, уникальные авторские чертежи, старинные книги технического содержания. В интерьерах кабинета и жилой комнаты можно представить, как жили и работали замечательные тагильские изобретатели.

## Политехнический музей
«Дом Черепановых» — это историко-технический музей, призванный рассказывать об истории и технике, об открытиях и изобретениях. Его специфика как технического музея ярко выражена через выставки, носящие политехническую направленность. Посетители «Дома Черепановых» могут узнать о том, как развивался железнодорожный транспорт на Урале после деятельности Черепановых, познакомившись с выставкой «История Уральской железной дороги». Экспозиция выставки охватывает период с 1878 по 2000-е годы. Здесь представлены многочисленные модели российских паровозов, железнодорожный инвентарь, вещи машинистов, стрелочные аппараты, станционный колокол. Украшением этой экспозиции является большой макет действующей железной дороги под собирательным названием "Станция «Уральская». Макет был изготовлен в 2010 году В. Г. Токаревым специально для музея «Дом Черепановых».
В соседнем зале разместилась выставка «Далёкое близко», рассказывающая о развитии средств и способов передачи информации на расстояния. Здесь можно увидеть старинные телеграфные аппараты, передающие сообщения «азбукой Морзе»; старинные телефоны и коммутаторы, осуществляющие телефонную связь; радиоприёмники и первые отечественные телевизоры, отдельные экземпляры которых до сих пор находятся в рабочем состоянии.
На выставке музыкальных и звукозаписывающих устройств «Музыкальный автомат» представлены звуковые аппараты с конца XIX по вторую половину XX века. Здесь можно увидеть старинный «Полифон», проигрывающий музыку с помощью металлических перфорированных дисков; шарманку с ручным приводом; фонограф Эдисона — первый в мире механический прибор, записавший голос человека; граммофон с огромной трубой; патефоны и электрофоны, проигрывающие пластинки; а также магнитофоны и магнитофонные приставки.
Уникальность технических выставок в «Доме Черепановых» состоит в том, что большинство представленных аппаратов и устройств действующие. Посетители не только знакомятся с историей развития техники, но и имеют уникальную возможность увидеть и услышать как она работает. За время работы музей прочно закрепил за собой звание одного из самых известных интерактивных технических музеев Свердловской области. Сотрудники музея «Дом Черепановых» (Е. М. Ставцев, Т. Д. Скрябина, Е. Д. Хлопотова) ведут активную научно-просветительскую работу, разрабатывают тематические экскурсии, лекции и мероприятия, посвящённые историческим научным открытиям и изобретениям в области техники: «История изобретения радио», «Волшебный фонарь» (из истории развития кинематографа), «История самовара и традиции русского чаепития», «Легенда об Артамонове» (история изобретения велосипедов), «Космическая техника: вчера, сегодня, завтра», «Узелок на память» (из истории средств и способов счёта) и другие.
Мероприятия, которые проводятся сотрудниками музея, носят интерактивный характер и проводятся в виде викторин, тематических конкурсов и мастер-классов.
Особой популярностью среди младших и средних школьников пользуются различные мастер-классы, на которых дети своими руками изготавливают поделки по истории техники, будь то первый паровоз Черепановых, Астрономические часы Егора Кузнецова, и даже строят макет железной дороги.
Выдающимся личностям — учёным, изобретателям, мастерам, оставившим свой след на Тагильской земле, посвящён цикл мини-выставок, объединённых общим названием «Великие имена в истории Нижнего Тагила». В рамках этого цикла были сделаны выставки «Александр Гумбольдт в Нижнем Тагиле», «Тагильская практика полярного исследователя» (об А. Э. Норденшёльде), «Трудолюбивый Грум» (о В. Е. Грум-Гржимайло), «Менделеев на Урале».
Музеем практикуются передвижные планшетные выставки, которые рассчитаны на свободную публику, вне стен музея. Так выставка «Тагильскому трамваю 75», экспонировалась в вагонах городских трамваев и была посвящена 75-летию городского трамвайного сообщения в Нижнем Тагиле. Выставка «Первый в России! Первый в Тагиле!», посвящённая 180-летию первого русского паровоза, экспонировалась в залах железнодорожного вокзала станции Нижний Тагил.

## Роль в жизни города
Историко-технический и железнодорожный профиль музея «Дом Черепановых» определил его место в городской жизни Нижнего Тагила, как центра притяжения технической интеллигенции, образовательных и культурных учреждений политехнической направленности. За время работы «Дом Черепановых» установил тесное сотрудничество с Городской станцией юных техников (ГорСЮТ), Нижнетагильским филиалом Свердловской железной дороги, Городским дворцом детского и юношеского творчества (ГДДЮТ), Детско-юношеским центром «Мир». В стенах «Дома Черепановых» неоднократно проводились совместные методические семинары, защита детских технических проектов, выездные заседания, мастер-классы и творческие встречи.
С момента своего открытия музей «Дом Черепановых» стал местом ежегодного вручения городских премий «Инженер года» за новаторство и достижения в горнозаводской и машиностроительной отраслях производства, и «Премии имени Аммоса Черепанова» за успехи в детском техническом творчестве. «Дом Черепановых» неоднократно удостаивался дипломов победителя городских конкурсов, связанных с оформлением цветочных газонов и парковых территорий. Благодаря стараниям сотрудников музея (К. П. Пырина, Л. О. Скляр, О. К. Захарова) усадьба Черепановых была превращена в настоящий ботанический сад. С ранней весны до конца осени здесь цветут цветы разных сортов, оттенков и размеров, радуя глаза посетителей. А на территории усадебного парка можно увидеть около тридцати видов древесных и кустарниковых растений из разных климатических зон умеренного пояса, от Европы до Дальнего Востока и Северной Америки (дуб, клёны, липы, кедр сибирский, туя, маньчжурский орех, спирея японская, бересклет, курильский чай и даже каштан). Можно рассматривать создание малого дендрария на усадьбе Черепановых как часть естественно-научного направления деятельности музея: наука и техника тесно связаны с природой и всецело зависят от неё, являясь составной частью окружающего нас мира.
Популяризация научно-технических знаний, в том числе краеведческого характера, пробуждение интереса к науке, к технике, научным исследованиям, интересным личностям, являются главной функцией историко-технического музея «Дом Черепановых».

## Электронные информационные ресурсы
- Историко-технический музей «Дом Черепановых» на сайте Нижнетагильского музея-заповедника «Горнозаводской Урал»
- Музей истории техники «Дом Черепановых» на сайте «ПУТЕВОДИТЕЛЬ ПО ГОРОДУ НИЖНИЙ ТАГИЛ»
- Фильм «Дом-музей Черепановых». Часть 1.
- Фильм «Дом-музей Черепановых». Часть 2.
- Фильм «Дом-музей Черепановых». Часть 3.
- Фильм «Дом-музей Черепановых». Часть 4.
- Фильм «Дом-музей Черепановых». Часть 5.
- Идти в музей, чтобы покататься на поезде? Почему бы нет! // Все новости. Информационное агентство Нижнего Тагила